# British Satellite Broadcasting
British Satellite Broadcasting (BSB) foi uma empresa de televisão com sede em Londres, que forneceu transmissão direto via satélite de serviços de televisão para o Reino Unido. A empresa foi incorporada pela Sky Television plc em novembro de 1990 para formar a British Sky Broadcasting (BSkyB). Elea começou a transmitir em 25 de março de 1990.

## Satélites
| Satélite     | Fabricante | Data do lançamento   | Veículo de lançamento | Estado                        | Nota                                            |
| ------------ | ---------- | -------------------- | --------------------- | ----------------------------- | ----------------------------------------------- |
| Marco Polo 1 | Hughes     | 27 de agosto de 1989 | Delta-4925            | Inativo desde maio de 2003    | Também conhecido por BSB-1, Sirius 1 e Sirius W |
| Marco Polo 2 | Hughes     | 18 de agosto de 1990 | Delta-6925            | Inativo desde janeiro de 2003 | Também conhecido por BSB-2 e Thor 1             |